# Copa Libertadores 2012/Runda wstępna
Runda wstępna Copa Libertadores 2012

## Mecze rundy wstępnej
| Drużyna 1                            | Wynik dwumeczu | Drużyna 2      | Pierwszy mecz | Drugi mecz |
| ------------------------------------ | -------------- | -------------- | ------------- | ---------- |
| Arsenal Sarandí                      | 4:1            | Sport Huancayo | 3:0           | 1:1        |
| Real Potosí                          | 2:3            | CR Flamengo    | 2:1           | 0:2        |
| CA Peñarol                           | 5:1            | Caracas        | 4:0           | 1:1        |
| CD El Nacional                       | 2:4            | Club Libertad  | 1:0           | 1:4        |
| SC Internacional                     | 3:2            | Once Caldas    | 2:0           | 2:2        |
| Unión Española                       | 3:2            | Tigres UANL    | 1:0           | 2:2        |
| Po lewej gospodarz pierwszego meczu. |                |                |               |            |

## 1/32 finału: Runda wstępna
| 24 stycznia 2012 | Arsenal · Córdoba 21' · Zelaya 35' · Mosca 87' | 3 – 02-0Raport | Sport Huancayo | Estadio Julio Humberto Grondona, Sarandí · Sędzia: Paulo Oliveira ( Brazylia) |
|                  |                                                |                |                |                                                                               |

| 31 stycznia 2012 | Sport Huancayo · Ibarra 44' | 1 – 11-0Raport | Arsenal · Leguizamón 85' | Estadio Huancayo, Huancayo · Sędzia: Vázquez ( Urugwaj) |
|                  |                             |                |                          |                                                         |

Wynik łączny: 4-1

Awans: Arsenal
| 25 stycznia 2012 | Real Potosí · Centurión 30' · Britez 57' | 2 – 11-1Raport | CR Flamengo · Luiz Antônio 28' | Estadio Víctor Agustín Ugarte, Potosí · Sędzia: Líber Prudente ( Urugwaj) |
|                  |                                          |                |                                |                                                                           |

| 1 lutego 2012 | CR Flamengo · Léo Moura 39' · Ronaldinho 90+2' | 2 – 01-0Raport | Real Potosí · M. Estrada 58' | Estádio Olímpico João Havelange (Engenhão), Rio de Janeiro · Widzów: 32.004 · Sędzia: Rivera ( Peru) |
|               |                                                |                |                              | |

Wynik łączny: 3-2

Awans: Flamengo
| 26 stycznia 2012 | Peñarol · Freitas 35' · Zalayeta 38' · João Pedro 63' · Estoyanoff 70' | 4 – 02-0Raport | Caracas | Estadio Centenario, Montevideo · Sędzia: Beligoy ( Argentyna) |
|                  |                                                                        |                |         |                                                               |

| 2 lutego 2012 | Caracas · Peraza 77' | 1 – 10-1Raport | Peñarol · Estoyanoff 27' | Estadio Olímpico de la UCV, Caracas · Sędzia: Sandro Ricci ( Brazylia) |
|               |                      |                |                          |                                                                        |

Wynik łączny: 5-1

Awans: Peñarol
| 24 stycznia 2012 | El Nacional · J. L. Anangonó 43' | 1 – 01-0Raport | Libertad · E. Rodríguez 22' | Estadio Olímpico Atahualpa, Quito · Sędzia: Rivera ( Peru) |
|                  |                                  |                |                             |                                                            |

| 31 stycznia 2012 | Libertad · Velázquez 1' · Núñez 29' · Gamarra 34' · Civelli 90+3' | 4 – 13-1Raport | El Nacional · Minda 12' | Estadio Dr. Nicolás Léoz, Asunción · Sędzia: Sergio Pezzotta ( Argentyna) |
|                  |                                                                   |                |                         |                                                                           |

Wynik łączny: 4-2

Awans: Libertad
| 25 stycznia 2012 | SC Internacional · Leandro Damião 11' | 1 – 01-0Raport | Once Caldas · E. Pérez 29' | Estádio José Pinheiro Borda (Beira-Rio), Porto Alegre · Widzów: 33.000 · Sędzia: Vázquez ( Urugwaj) |
|                  |                                       |                |                            | |

| 1 lutego 2012 | Once Caldas · Núñez 2' (pen.) · González 24' | 2 – 22-2Raport | SC Internacional · D’Alessandro 11' (k.) · Tinga 21' | Estadio Palogrande, Manizales · Sędzia: Chacón ( Meksyk) |
|               |                                              |                |                                                      |                                                          |

Wynik łączny: 3-2

Awans: Internacional
| 25 stycznia 2012 | Unión Española · Barriga 58' | 1 – 00-0Raport | UANL | Estadio Santa Laura-Universidad SEK, Santiago · Sędzia: Intriago ( Ekwador) |
|                  |                              |                |      |                                                                             |

| 2 lutego 2012 | UANL · Pulido 14', 22' | 2 – 22-1Raport | Unión Española · Herrera 38' (k.) · Jaime 68' | Estadio Universitario, San Nicolás de los Garza · Sędzia: Laverni ( Argentyna) |
|               |                        |                |                                               |                                                                                |

Wynik łączny: 3-2

Awans: Unión Española